# O siłach moralnych w ustroju społecznym z powodu Towarzystwa ku wspieraniu Moralnych Interesów ludności polskiej pod panowaniem pruskiem
O siłach moralnych w ustroju społecznym z powodu Towarzystwa ku wspieraniu Moralnych Interesów ludności polskiej pod panowaniem pruskiem – polityczny traktat programowy w formie broszury (136 stron) autorstwa Romana Szymańskiego wydany w 1870 w Poznaniu. 
Autor opisywał w swoim dziele trudną sytuację ludności polskiej pozostającej pod zaborem pruskim i wskazywał na negatywny proces germanizacji miast polskich, będących pod pruskim panowaniem. Miasta były według autora ważnym punktem obronnym żywiołu polskiego. Wskazywał, że jeśli w miastach Polacy dadzą się wyprzedzić i pokonać, to szyki ich będą przełamane. Wystosował apel do ziemiaństwa, by zwróciło baczniejszą uwagę na złą sytuację polskiego mieszczaństwa. Ostrzegał, że sprawa polska ponosić będzie klęski w walce z niemczyzną, jeśli nie włączy do grona swoich obrońców szerokich mas społecznych (ludowych), a głównie drobnomieszczaństwa i zamożnych chłopów. Polsce bytu nie zapewnią ani Traktaty Wiedeńskie, ani historyczna prawda. Według Szymańskiego istotna jest przede wszystkim własna ciężka praca i zmysł polityczny. Tak sformułowany program był w wielu punktach zbieżny z linią polityczną wyznawaną przez wielkopolskie ziemiaństwo, ale zawierał też istotne nowości, tj. podjęcie kwestii mieszczańskiej w kontekście usamodzielnienia się tej warstwy od wpływu (patronatu) bardzo silnego w Wielkopolsce ziemiaństwa. 
Traktat wzbudził duże zainteresowanie polskich czytelników, a program polityczny Szymańskiego został rozbudowany w kolejnym jego dziele: Wskazówka systematycznej agitacji wyborczej z 1873.